# Mark Owen-Taylor
Mark Owen-Taylor (ur. 27 stycznia 1972 w Australii) – australijski aktor telewizyjny i filmowy.
W 1984 roku ukończył National Institute of Dramatic Art w Sydney (Australia).

## Kariera
Jego pierwszą rolą był drobny epizod w 1988 roku, w filmie fabularnym I Can't Get Started. W roku 1997 zagrał w komedii romantycznej Dzięki Bogu spotkał Lizzie - w roli głównej wystąpiła Cate Blanchett. W 2004 wystąpił w niemieckiej produkcji Am Kap der Liebe, grając u boku Sigmar Solbacha.
Największą popularność przyniosła mu rola Petera Manninga w serialu A Country Practice - zagrał w 88 odcinkach tego popularnego serialu. W latach 1992–1994 wystąpił w 30 odcinkach serialu Hey Dad..!.  
Zagrał w innych wielu popularnych w Australii jak i za granicą serialach m.in.: Szczury wodne, Cena życia czy Szkoła złamanych serc.

## Filmografia
Filmy 
- 1985: I Can't Get Started jako Kris
- 1991: Act of Necessity jako Ben Coleman
- 1997: Dzięki Bogu spotkał Lizzie, (Thank God He Met Lizzie ) jako Neil
- 1998: Cody: The Wrong Stuff jako
- 2003: Horseplay jako Charles Winterbottom
- 2003: BlackJack jako Tim
- 2004: Am Kap der Liebe jako Penny
- 2011: Culling jako Marcus

 Seriale 
- 1986: Land of Hope - 1 odcinek, jako Andrew Quinn
- 1986-87: A Country Practice - 88 odcinków, jako Peter Manning
- 1989: E Street - 1 odcinek, jako Adam Lucas
- 1992-94: Hey Dad..! - 30 odcinków, jako Greg Russell
- 1998: Szczury wodne - 1 odcinek, jako Jimmy Reid
- 1998: Tropem zbrodni - 1 odcinek, jako Dr Adam Klein
- 1999: Szkoła złamanych serc - 10 odcinków, jako Tim Mason
- 2001: BackBerner - 1 odcinek, jako James Clayton
- 2001-02: Cybergirl - 23 odcinki, jako Hugh Campbell
- 2000-03: Grass Rots - 1 odcinek, jako Andrew Abetz
- 2006: Zagadkowe opowieści - 1 odcinek, jako Dr Barry
- 2006: Cena życia - 2 odcinki, jako Doug
- 2006-10: O krok od śmierci - 10 odcinków, jako Chip Jaffurs